# U mộng ảnh
U mộng ảnh (幽夢影) là tên một tập sách nổi tiếng của nhà văn Trương Triều đời Thanh. Tập sách gồm 220 câu cách ngôn nói về nghệ thuật thưởng thức đời sống, về sau rất được giới văn nhân tài tử ưa chuộng.

## Tóm lược
Lâm Ngữ Đường nhận xét: "Cuốn "U mộng ảnh" của ông chứa nhiều câu cách ngôn cũng như nhiều tác phẩm khác của Trung Hoa, nhưng không cuốn nào bằng cuốn của ông. Cách ngôn của ông so với ngạn ngữ thì không khác chi truyện của Andersen so với truyện thần tiên của Anh, hoặc những khúc ca của Schubert so với các khúc dân ca. Cuốn đó được văn nhân Trung Hoa rất thích đọc và nhiều nhà đọc xong, ghi thêm ít lời phê bình trang nhã."

## Trích một số câu
"Hoa không thể không có bướm, núi không thể không có suối, đá không thể không có rêu, nước không thể không có rong, cây lớn không thể không có dây leo, và người không thể không nghiền một thứ gì"
"Hoa không nên thấy rụng, trăng không nên thấy chìm, mỹ nhân không nên thấy chết yểu"
"Mỹ nhân hơn hoa ở chỗ biết nói; hoa hơn mỹ nhân ở chỗ tỏa hương. Nếu không được cả hai thì bỏ hương mà lưa biết nói. Thường hoa đẹp thì không thơm, cánh nhiều tầng thì không thành trái"
"Răn mình thì nên như cái khí mùa thu, xử thế thì nên như cái khí mùa xuân.
"Mưa có thể làm cho ngày ngắn và đêm dài"
"Mưa xuân mưa như chiếu vua ban ân, mưa hè như chiếu vua xá tội, mưa thu như tiếng điếu người chết"
"Gió xuân như rượu, gió hè như trà, gió thu như khói, gió đông như gừng, cải"
"Không có cái gì vui bằng nhàn, nhàn không phải là không làm một việc gì. Có nhàn mới đọc được sách, mới đi coi được những thắng cảnh, mới giao du được những bạn bè có ích, mới uống rượu được, mới viết sách được. Có cái vui nào lớn hơn như vậy nữa"
"Văn chương bất hủ cổ kim đều viết bằng huyết lệ"